# Insurrection du 12 germinal an III

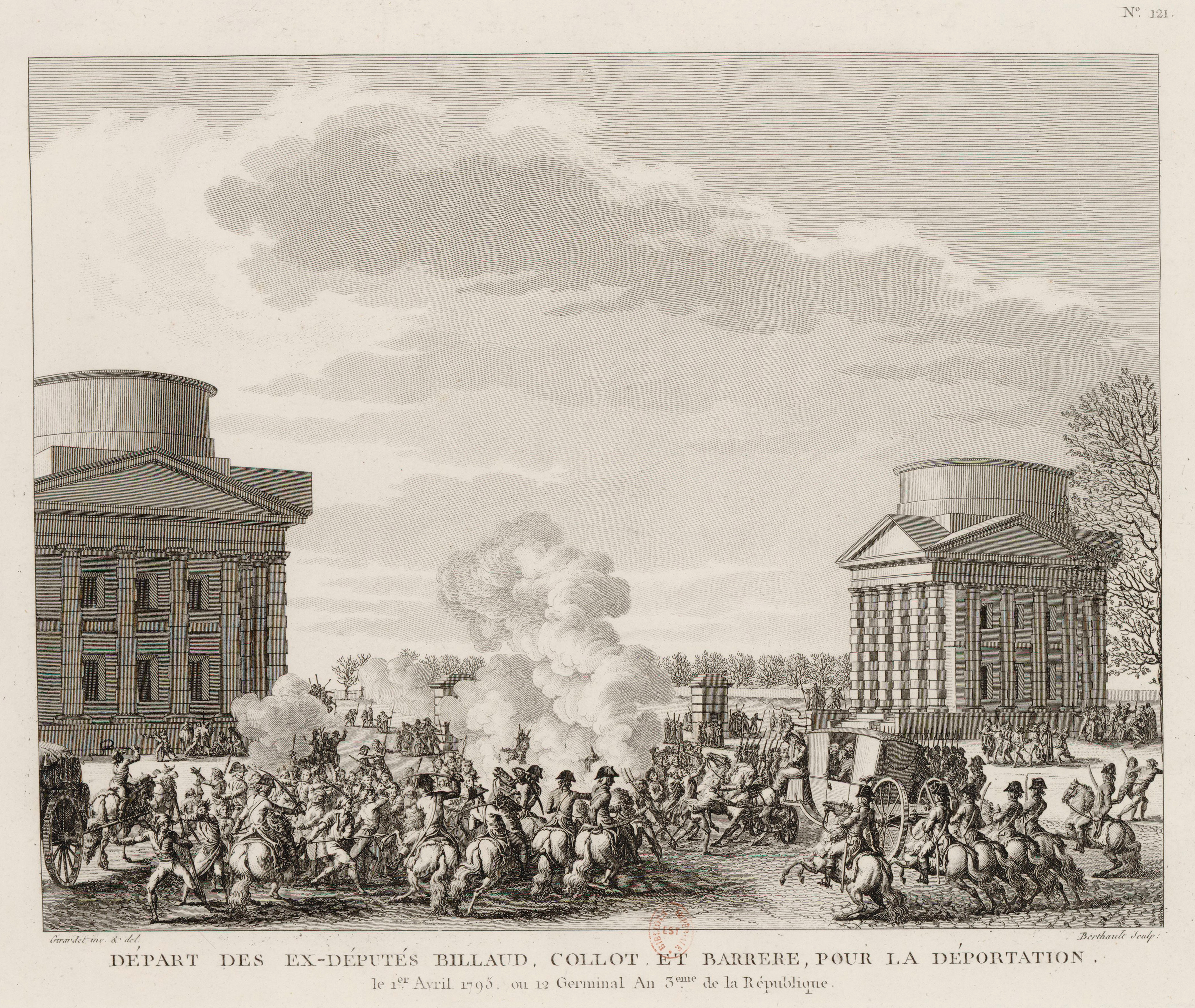
Au lendemain de la journée insurrectionnelle du 12 germinal an III (1er avril 1795), la foule tente de libérer Barère, Billaud-Varenne et Collot d'Herbois, anciens membres du Comité de salut public, déportés par décret de la Convention nationale.
Gravure de Pierre-Gabriel Berthault d'après un dessin d'Abraham Girardet, Tableaux historiques de la Révolution française, Paris, BnF, département des estampes, 1802.

L'insurrection du 12 germinal an III (1er avril 1795 dans le calendrier grégorien) est un soulèvement populaire, pendant la Révolution française, des Sans-culottes à Paris dirigé contre la Convention thermidorienne. Les manifestants réclament du pain et l’application de la Constitution de l'an I (1793). Sur ordre de la Convention, le général Jean-Charles Pichegru, de passage à Paris pour des questions relatives aux armées de Rhin et Moselle, est nommé commandant en chef de la garde nationale et disperse sans violence la manifestation.

## Causes et prémices

### La crise économique
La chute de Robespierre et la fin de la Terreur entraînent à l'automne 1794 la fin du « dirigisme » jacobin et le retour au libéralisme économique. L'importation des grains est libérée, ceci afin de permettre le rationnement de la République à l'approche de l'hiver. De plus le maximum du prix des grains est définitivement aboli le 24 décembre 1794.
Le retour du commerce libre permet certes un renouveau des importations, mais a aussi pour conséquence l'effondrement du prix de l'assignat. Celui-ci, pris à 31 % de sa valeur nominale en août 1794, est tombé à 8 % en avril 1795. D'où une hausse substantielle du prix des denrées et un ralentissement des ventes par des paysans espérant tirer profit de cette inflation. La spéculation ne fait qu'accentuer cette tendance dont les classes populaires sont les premières victimes.

### La crise frumentaire
À cela s'ajoute une crise de subsistance. Du fait des conditions climatiques difficiles, la récolte de 1794 est médiocre voire mauvaise dans certaines régions comme l'Île-de-France ou le Nord. La levée en masse a de plus entraîné un manque de main d'œuvre pour effectuer les récoltes et de crainte de réquisitions par le gouvernement révolutionnaire, ou dans l'attente spéculative d'une hausse des prix, certains grains sont dissimulés. 
Dès novembre les risques de disette pèsent sur la France.  
L'hiver 1794-1795 est d'une âpre rigueur, jamais subie depuis le Grand Hiver de 1709. Les oliviers du midi sont gelés, les loups s'avancent aux portes de Paris. Du nord au sud les routes sont enneigées et impraticables tandis que les fleuves sont gelés, d'où une paralysie de la circulation des marchandises et donc de l'approvisionnement. 
Le Comité de salut public parvient à conclure des achats de blé de la Baltique, de Thrace et du Maghreb. Mais les glaces perturbent fortement le débarquement de ces denrées qui ne sont en fait qu'un pis-aller onéreux. Le gouvernement ne peut donc recourir qu'aux réquisitions et à la taxation. 
À la fin de l'hiver, la situation est critique. Les marchés de Paris et de province sont certes approvisionnés, mais les prix sont exorbitants. Le rationnement mis en place par les municipalités permet d'éviter la famine, mais les rations ne cessent de diminuer à l'approche du printemps. Pour combler les manques, les autorités se retrouvent bientôt contraintes de rationner à perte et se mettent ainsi dans la main des fournisseurs. 
Les conditions de vie des populations sont très difficiles. Le combustible est cher et rare tandis que la nourriture est de mauvaise qualité. Les maladies et la détresse se répandent dans les couches sociales les plus défavorisées. Des bandes de mendiants et de brigands se déversent sur les routes de la Picardie et de la Beauce. Les régions les plus touchées sont la Picardie et la Normandie. Cette crise ne fait que renforcer les antagonismes sociaux entre le bas peuple victime de la disette et les couches aisées des villes et des campagnes.

### La contestation sociale
Bien que Paris soit beaucoup moins touchée par la pénurie que la province, c'est dans la capitale que la protestation est la plus vive. Les populations de la capitale ont en effet acquis en six années de révolution une grande conscience politique, d'où un mécontentement très vif envers la politique de la Convention. On proteste contre l'« aristocratie marchande ».
Les néo-hébertistes comme Babeuf tentent d'organiser une insurrection mais le gouvernement agit, en fermant des clubs tandis que les dernières sections sans-culottes passent aux mains des thermidoriens. Le mouvement populaire, éteint depuis le 9 thermidor, renaît sans pour autant avoir de direction réelle. Le 12 mars, un placard intitulé Peuple, réveille-toi, il est temps, cause un certain tumulte. 

### À la Convention: montée en puissance de la droite
Depuis la réintégration des 73 députés girondins emprisonnés, décrétée le 8 décembre 1794, la Convention subit de plus en plus l'influence de la droite réactionnaire voire royaliste. Ceci entraîne une rupture au sein du mouvement thermidorien au pouvoir depuis la mort de Robespierre. Certains thermidoriens, hostiles aussi bien aux excès des Jacobins qu'aux réactionnaires, se rapprochent du mouvement populaire ou du moins se raccrochent à l'idée d'une république modérée. C'est le cas de Thuriot ou de Bentabole. D'autres au contraire se lient avec les éléments les plus conservateurs de l'assemblée et participent à la vengeance organisée contre les membres des comités de l'an II. Ce sont Tallien, Fréron, André Dumont, Legendre. 
En revanche, les derniers Montagnards, appelés par ironie Crêtois, voient dans la crise frumentaire le moyen de reprendre la main sur le peuple de la capitale et à terme le pouvoir. 
En mars 1795, le débat du moment concerne le sort réservé à Collot d'Herbois, Billaud-Varenne, Barère et Vadier, tous quatre membres des comités de gouvernement montagnards. Le 29 mars, la Convention, pressée d'en finir avec les quatre hommes, refuse de confier leur procès au futur corps législatif.
Dans le même temps se poursuivent les travaux visant à établir une future constitution. Une commission est nommée pour la rédiger le 30 mars. Elle prétend ne pas vouloir revenir sur les principes de la Constitution de 1793.

### À la veille de l'émeute
Le mois de mars est marqué par les prémices de l'agitation populaire. Dans Paris, les muscadins royalistes et les Jacobins se battent sans cesse. Surtout, les faubourgs Saint-Marceau, Saint-Jacques et Saint-Antoine envoient des adresses menaçantes à la Convention, réclamant une amélioration rapide des conditions de vie.
Le maintien de l'ordre devient la principale préoccupation de la Convention. Le 21 mars, Sieyès fait voter une loi dite de grande police punissant de la peine de mort tous ceux qui se déclareraient contre la Convention en incitant à l'insurrection. Dans le même temps, les éléments les plus légalistes de la Garde nationale reçoivent des fusils pour parer à une révolte.

## L'insurrection

### L'attroupement
Le 7 germinal an III (27 mars 1795), un rassemblement illégal prend place à la section des Gravilliers. Le 10 (30 mars), les sections de la capitale réunissent leur assemblée générale. Les sections populaires de l'Est et des faubourgs réclament du pain, la mise en application de la Constitution de 1793, la réouverture des clubs et la libération des patriotes incarcérés. Le lendemain, une délégation de la section des Quinze-Vingts vient porter ces réclamations à la barre de la Convention. 
Le matin du 12 germinal (1er avril), des manifestants se regroupent sur l'île de la Cité. Ils sont menés par un certain Van Heck, ancien commandant de la section de l'île et proche de Thuriot. On y trouve des hommes et des femmes en grand nombre, dont beaucoup d'ouvriers du bâtiment non domiciliés à Paris et exclus du rationnement. Ces sans-culottes sont pour la plupart issus des faubourgs Saint-Antoine, Saint-Marceau, Saint-Jacques et des sections des Thermes, Halle-au-Blé, Cité et Poissonnière.
Par précaution, le comité de sûreté générale fait garder les abords de la Convention par des muscadins, massés dans la cour royale.

### La Convention envahie
Mais vers 14 heures la foule des manifestants bouscule les muscadins et pénètre dans la salle des séances. Ironie du sort, à cet instant Boissy d'Anglas, membre du Comité de salut public chargé des subsistances, surnommé « Boissy-Famine », faisait un rapport sur la prétendue réussite du système d'approvisionnement.
Les Montagnards, a priori favorable au mouvement, sont pris d'hésitation face à cette situation et proposent même l'évacuation de la salle, sans doute par peur des représailles. Le tumulte est immense, Montagnards et Thermidoriens se dénonçant mutuellement. Legendre tente de se faire entendre à la tribune, sans succès.
Van Heck monte à la tribune et expose les doléances des manifestants. Il fait appel aux souvenirs du 14 juillet, du 10 août et du 31 mai, et réclame du pain, la Constitution de 1793, la libération des patriotes victimes de la réaction thermidorienne, et le châtiment de Fréron et de sa Jeunesse dorée. Puis les autres sections présentent leurs doléances.
Le président André Dumont, un thermidorien proche des royalistes, tente de calmer les manifestants avec des paroles creuses, sans succès. Lorsque Dumont accuse les royalistes d'avoir fomenté cette agitation, le montagnard Choudieu le désigne du doigt : « Le Royalisme ? Il est là ! » Pendant ce temps, la plupart des députés de droite et de la Plaine quittent la salle.

### Le retour à l'ordre
Toutefois, pendant que les manifestants perdent du temps en palabres, le Comité de sûreté générale réagit et fait appel aux bataillons fidèles des sections bourgeoises. Ceux-ci se massent aux abords de la Convention vers la fin de l'après-midi. Le Comité fait également sonner le tocsin et battre la générale. 
Vers six heures, Legendre prend la tête d'environ trois cents muscadins et s'adjoint quelques soldats commandés par Pichegru. L'ancien dantoniste fait alors envahir le bâtiment et chasse les manifestants au chant du Réveil du peuple, l'hymne des thermidoriens. 
Pendant ce temps, les comités réunis autour de Cambacérès, alors membre du Comité de Législation, décident de l'arrestation des députés compromis dans l'émeute. Afin d'en finir avec le procès des anciens membres du Comité de Salut public de l'an II, on décide leur déportation immédiate. 
La désorganisation des manifestants et l'absence de soutien armé de la part des sections sans-culottes sont la cause de leur échec.

## La réaction
La séance de la Convention reprend immédiatement une fois le calme revenu. Les tribunes sont remplies par des spectateurs favorables à la réaction. Aussitôt Paris est mis en état de siège, Pichegru étant nommé commandant en chef assisté de Barras et Merlin de Thionville.  
On décrète la déportation sans jugement  à Oléron de Barère, Billaud-Varenne, Collot d'Herbois et Vadier, ce dernier demeurant introuvable. L'arrestation et l'incarcération au fort de Ham est décrétée contre huit élus montagnards : Amar, Léonard Bourdon, Chasles, Choudieu, Duhem, Foussedoire, Huguet, Ruamps. Les députés Auguis et Pénières auraient essuyé une tentative d'homicide. 
Le 13 germinal, la foule tente de libérer, sans succès, les trois députés décrétés de déportation. Dans la nuit, une manifestation éclate à la section des Quinze-Vingts. Elle est dispersée par les troupes de Pichegru. Le 14, la Convention nationale décrète le désarmement de 1 600 Parisiens dits « terroristes ». 

## Les émeutes en province
D'autres émeutes de la faim éclatent autour de Paris au début d'avril, peut-être afin de suivre le mouvement de la capitale, mais aussi et surtout parce que celle-ci accapare tous les grains. 
Ces manifestations prennent des formes différentes selon les régions. À Rouen et à Amiens, entre le 2 et le 5 avril, les émeutiers réclament « du pain et un roi ».
Le 17 germinal (6 avril), les sections de Saint-Germain se soulèvent pour demander elles aussi du pain et la Constitution de 1793. Le pouvoir thermidorien est accusé d'avoir fomenté cette disette et le mécontentement prend de graves proportions.
Un mois plus tard, la disette se transforme en famine et va mener à l'insurrection du 1er prairial (20 mai), dernier mouvement populaire dans la capitale avant l'insurrection du 13 vendémiaire et la révolution de Juillet 1830.